# Agent (renseignement)
Pour les articles homonymes, voir Agent.
Un agent de renseignement est un individu qui peut venir de n'importe quel milieu (employé, femme de ménage, ministre… mais aussi membre d'un service de renseignement adverse), recruté par un officier traitant pour transmettre les renseignements auxquels il a accès.

## Description
Il doit être impérativement distingué de l'officier de renseignement (notamment l'officier traitant, qui est un fonctionnaire, civil ou militaire, membre d'un service de renseignement, qui va être lui chargé de collecter auprès de l'agent les renseignements que détient ce dernier). Agents comme officiers de renseignement ont tendance à être qualifiés d'espions, d'où la confusion.
Ainsi,

« En matière d'espionnage, le terme d'agent s'applique aux acteurs sur le terrain, à ceux qui se procurent et transmettent secrètement des informations secrètes, qui sont le plus souvent des nationaux du pays qu'ils espionnent, et juridiquement, au xxe siècle, des traîtres ; s'en distingue « l'officier », employé, civil ou militaire, d'une agence de renseignements, équivalent fonctionnel de l'inspecteur, du commissaire ou du préfet en matière de police. Ces derniers sont l'articulation essentielle entre les fournisseurs d'information brute et les bureaucraties centrales. Bref, l'un fait travailler l'autre. »

— Alain Dewerpe, Espion. Une anthropologie historique du secret d’État contemporain
Le droit canadien fait la distinction entre une source (ou informateur) et un agent-source. La principale différence réside essentiellement dans le fait que le premier ne fait qu'informer la police tandis que le second exécute une tâche à la demande de la police. Il ne faut pas confondre avec un délateur qui est une personne qui a ou a eu un intérêt (ou une participation) dans le crime et fait volte-face en collaborant avec la police pour s'assurer un avantage (rémunération pécuniaire, protection, réduction de peine, etc.)